# 圧力
圧力（あつりょく、英: pressure）とは、
- 物体の表面あるいは内部の任意の面に向かい垂直に押す力のこと[1]。
- （比喩）人を威圧して従わせようとする力のこと[2]。

## 概説
圧力 P の大きさを表す場合は、単位面積あたりに働く力で表わす。面積を S、力を F とすれば
{\displaystyle P=F/S.}
国際単位系における圧力の単位は、パスカルである。1 Pa = 1 N/m2 である。また歴史的には、水銀柱の（水銀面の）高さ、バールなどでも表している。
静止している流体内の1点で働く圧力は方向によらず一定であり、これを静水圧と言う。
圧力には、絶対真空（絶対零圧力）を基準（ゼロ）とする絶対圧と、大気圧を基準（ゼロ）とするゲージ圧（相対圧）とがある。

## 圧力計

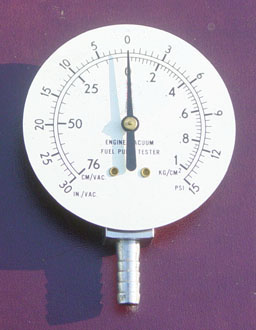
ブルドン管圧力計の表示板

圧力を測定する装置を「圧力計」（英:pressure meter、pressure gauge）といい、次のようなものが代表的である。また、圧力計は液位計としても利用される。
ブルドン管圧力計
ブルドン管の弾性変形を用いて測定する。
ダイヤフラム圧力計
流体とブルドン管圧力計との間にダイアフラムを設け、受圧部とブルドン 管の間に封入液を充満して圧力の伝達媒体としたもの。

## 圧力に関する現象
圧力をかけたり変化させたりすることで、以下のような性質を示す物質がある。
沸点、融点の変化
→ 相図
結晶構造の変化
圧力によって物質の構造が変化する物質がある。→ 構造相転移
電荷の発生、電気抵抗の変化
圧力を加えることで物体の表面に電荷が生じたり（圧電効果）、電気抵抗が変化したりする。圧電素子はガスレンジの着火装置などに利用される。
磁化の変化
圧力によって磁化の強さが変化する。→ ビラリ現象

## 理論式

### 分子運動論

粒子論的、分子運動論的なモデルで圧力の発生のしくみを表現した図。容器内に気体や液体がある場合に、その多数の分子が高速で容器内を運動、壁面に衝突し跳ね返り、分子の運動方向が変わった分壁面に対して垂直な、押しこむ方向の力が生じる、ということが非常に多数起きている、と考える。

分子運動論では圧力Pはビリアルの定理から
{\displaystyle P=\left\langle {1 \over 3V}\left(\sum _{i}{{P_{i}}^{2} \over m_{i}}-\sum _{i}r_{i}{{\partial \phi } \over {\partial {\vec {r}}_{i}}}\right)\right\rangle }
で求まる。上式で、{\displaystyle \langle \cdot \rangle }は統計的な平均、右辺()内第一項は粒子の全運動エネルギーの和、第二項は粒子間に働く力（{\displaystyle =-{{\partial \phi }/{\partial {\vec {r}}_{i}}}}）と粒子の座標との積の和である。i は粒子の指標。mi は粒子の質量。{\displaystyle {\vec {r}}_{i}}は粒子 i の位置ベクトル。{\displaystyle \phi \,}はポテンシャル。V は系の体積。

### 熱力学
熱力学において平衡状態の系の圧力 P はエネルギーの体積V による偏微分で表される：
{\displaystyle P:=-{\frac {\partial U(S,V)}{\partial V}},}
または
{\displaystyle P=-{{\partial F(T,V)} \over {\partial V}}}
である。ここでU は内部エネルギー、S はエントロピー、F はヘルムホルツの自由エネルギー、T は絶対温度。
この熱力学的な定義は、局所非平衡状態や非平衡定常状態にも拡張することができ、冒頭で述べた単位面積当たりの力という力学的な定義による圧力と等しい。

### バンド計算
バンド計算でのより具体的な圧力（ストレス）の求め方は、ニールセンとマーティンによる論文などがある。

## 超高圧力下の実験
高圧力のことを高圧と省略して呼称することが多いが、これでは例えば電圧の高圧であったり誤謬が生ずる恐れがある。高圧力と呼ぶほうがより正確である。高圧力とはどの程度の圧力から上のことを呼ぶのか、については特に明確な基準は存在しない。たとえば高圧ガス保安法での高圧力には1 MPa（約10気圧）に基準があるものと思われる。
一方、物理や化学の分野ではこれも各分野によってイメージはそれぞれでやはり確かな判断基準はない。圧力下における物理・化学の実験的研究に関する分野では下記のようなダイヤモンドアンビルセルを用いることで発生できる圧力領域あたりからが超高圧と呼ばれているようである。つまり圧力値では10万気圧あたりが境界になるであろう。
超高圧力実験装置にはプレス型とダイヤモンドアンビルセルを使ったものとに二分できる。
プレス型は、ピストンシリンダーなどを使って生じた圧力を油圧（直接加圧する場合もあり）で伝達して試料を押す。発生可能な圧力の大まかな目安は数万気圧（数 GPa）である。比較的広い圧力発生空間を確保することができ、多彩な物性測定実験が可能となっている。
ダイヤモンドアンビルセル (Diamond Anvil Cell: DAC) は、天然または人工合成のダイヤモンドを使って超高圧力を実現するもので、小型（手のひらサイズ）で、透明（光学的な観測が可能）であり、サブテラパスカル（数百万気圧、数百GPa）までの加圧が可能である。一方、ダイヤモンドそのものが大型化できないので、試料は大変小さなものにしなければならない。ダイヤモンド以外に、サファイア、炭化ケイ素を使ったアンビルセルもあるが、加圧できる圧力はダイヤモンドよりも劣る。
上記の高圧力実験は通常、静的な圧力発生によるものが前提であるが、動的に圧力を加える実験として衝撃圧縮実験がある。達成可能な圧力値は衝撃圧縮によるもののほうが一般的に高い。
他に非等方的な圧力実験の試みもある。

## 比喩的用法
「圧力」は、比喩的に人を威圧して従わせようとする力も指すことがある。
- 圧力団体 - 自分らの利権のためにさまざまな手法を用いて他の人々を威圧するような団体を指してこう呼ぶこともある。
- 脅し、恐怖政治